# Rheinstetten
Rheinstetten – miasto w Niemczech, w kraju związkowym Badenia-Wirtembergia, w rejencji Karlsruhe, w regionie Mittlerer Oberrhein, w powiecie Karlsruhe. Leży nad Renem, ok. 8 km na południowy zachód od Karlsruhe, przy drodze krajowej B36, linii kolejowej Mannheim – Bazylea) i w pobliżu granicy z Nadrenią-Palatynatem.